# سید محمد (بازیکن فوتبال)
سید محمد (انگلیسی: Sayed Mohamed؛ زادهٔ ۲۳ مارس ۱۹۲۰) بازیکن فوتبال اهل مصر بود.
وی همچنین در تیم ملی فوتبال مصر بازی کرده است.